# Mikoyan-Gourevitch MiG-25
 (décembre 2016).
Si vous disposez d'ouvrages ou d'articles de référence ou si vous connaissez des sites web de qualité traitant du thème abordé ici, merci de compléter l'article en donnant les références utiles à sa vérifiabilité et en les liant à la section « Notes et références ».
Le Mikoyan-Gourevitch MiG-25 (en russe : Микоян и Гуревич МиГ-25) est un avion d'interception et de reconnaissance soviétique, connu sous le nom de code OTAN « Foxbat ». Avec le MiG-31, et le SR-71, il est un des seuls avions de combat capables d'atteindre une vitesse de Mach 3 à avoir été mis en service dans le monde.

## Conception
En 1960, les soviétiques prennent connaissance du développement, par la firme américaine North American, d'un bombardier à haute altitude capable de voler à Mach 3 : le XB-70 Valkyrie. Dans le but de contrer cette menace, les dirigeants de l'URSS décident de lancer l'étude d'un intercepteur trisonique pour leur force aérienne. Le programme est officialisé en février 1962 sous l'appellation Ye-155. Toutefois le projet américain XB-70 Valkyrie finit par être abandonné à la fin des années 1960.
Trois prototypes ont été fabriqués : le Ye-155R-1 de reconnaissance effectue son premier vol le 9 mars 1964, le Ye-155R-3 et la version intercepteur Ye-155P-1 qui vole pour la première fois le 9 septembre 1964. Ces trois appareils sont équipés de deux réacteurs Toumanski R-15B-300 de 10 210 kgp avec postcombustion. Ils battent de nombreux records de vitesse ascensionnelle et d'altitude, records homologués par la FAI comme le fait d'un seul appareil, dénommé E-266.
Pendant sa période de développement, le MiG-25 rencontre des problèmes lors de lancements de missiles air-air. En effet, le tir d'un missile entraîne un roulis important puis la perte de contrôle de l'appareil. Lors de ces incidents, plusieurs pilotes d'essai perdent la vie, jusqu'à ce que des stabilisateurs soient installés sous l'avion en bout de fuselage, de part et d'autre de chaque réacteur. Par ailleurs, les vols à Mach 3 provoquent souvent la mise hors d'usage de la postcombustion.
Le MiG-25 était essentiellement construit en un alliage acier-nickel inoxydable, représentant 80 % de sa masse, avec des bords d'attaque en titane (9 % de sa masse, le reste, soit 11 %, en aluminium), afin de résister à la chaleur générée par le vol à Mach 3. Ce mode de construction résistant à l'échauffement cinétique génère en contrepartie une masse élevée (près de 19 tonnes à vide), ce qui constitue un désavantage en cas de combat tournoyant contre des chasseurs construits en matériaux légers, bien que la mission de cet avion n'ait jamais été le combat rapproché (ou dogfight) ni l'interdiction, mais l'interception. Assez robuste et capable, en dépit de certaines légendes, de manœuvrer à haute vitesse, il est cependant limité à des valeurs de 4,5 à 5 g positifs selon les versions, avec les réservoirs pleins, et à 2,5 g avec des réservoirs externes.
La cellule comporte un empennage à double dérive et des entrées d'air à géométrie variable. La majorité de l'avionique est constituée d'électronique à lampes, sans transistors. Ces lampes sont plus tolérantes aux températures extrêmes et faciles à remplacer dans les zones nordiques. Cette robustesse permet également à l'avion d'être résistant aux effets électromagnétiques, tels que ceux éprouvés lors des explosions nucléaires. Le MiG-25 est un intercepteur adapté aux climats les plus extrêmes tels que ceux présents en Sibérie ou au Sahara.
Ses cibles originelles étaient, en particulier, les bombardiers américains évoluant à haute altitude et à vitesse élevée, comme le XB-70 Valkyrie.
On peut qualifier le MiG-25 d'« intercepteur pur », (comme son successeur, le MiG-31, ou le F-106A « Delta Dart » américain), au contraire du F-15C « Eagle » ou du Soukhoï Su-27 « Flanker » qui sont, eux aussi, des chasseurs lourds capables de vitesses très élevées, mais dotés d'une agilité en combat qui surclasse de très loin celle du MiG-25 dans toutes ses versions. Le MiG-25 permet aux forces aériennes des pays alliés ou proches de l'URSS d'aligner de puissants intercepteurs en alerte permanente afin d'intercepter d'éventuels bombardiers supersoniques de l'OTAN. Le MiG-25 est capable d'évoluer dans les grandes zones désertiques. C'est ainsi que la Russie disposa bon nombre de ses MiG-25 en Sibérie, ou l'Algérie dans le Sahara.
Le MiG-25 est aussi un avion de reconnaissance, capable d'aller au-delà des frontières du territoire dans lequel il opère afin de mener des missions d'espionnage. C'est ainsi qu'en 1997 un MiG-25 indien survole la capitale pakistanaise, Islamabad, à vitesse supersonique, sans que les forces aériennes pakistanaises puissent l'intercepter. Les capacités du MiG-25 en matière de vitesse et de plafond lui permettent de mener des missions de reconnaissance à l'extérieur de son territoire sans être intercepté, comme le Lockheed SR-71 Blackbird. De nos jours, ce genre de mission est devenu beaucoup plus difficile pour le MiG-25 car les systèmes de défense antiaérienne, avions de chasse et radars ont beaucoup évolué. La vitesse de pointe est de Mach 3,2, mais la vitesse en régime continu est limitée à Mach 2,8 pour préserver les moteurs.
Quand il entra en service en 1970 en version MiG-25P (Foxbat A en code OTAN), dotée d'une vitesse supérieure à Mach 3, un radar puissant et quatre missiles air-air, le MiG-25 provoque initialement une panique parmi les observateurs et analystes militaires occidentaux. Les véritables capacités de l'avion de combat ne sont pas connues avant 1976. Le 6 septembre 1976, le lieutenant Viktor Belenko, pilote soviétique d'un MiG-25PD (modèle 84-D), fait défection et pose son appareil sur l'aéroport de Hakodate au Japon, aidant ainsi les américains à évaluer les innovations technologiques soviétiques.
Cet avion a été construit (toutes versions incluses) à 1 190 exemplaires. Les MiG-25 d'interception russes ont été retirés du service en 1994, mais les versions à l'export et de reconnaissance sont toujours en activité. Le successeur du Foxbat est le MiG-31 « Foxhound », qui entra en service en 1983.

## Armement
Le MIG-25 peut être armé de missiles R-40 (AA-6 « Acrid »), R-60 (AA-8 « Aphid ») et R-73 (AA-11 « Archer »).

## Engagements

### Conflits israélo-arabes
Entre l'automne 1971 et le printemps 1972, quatre MiG-25R soviétiques basés en Égypte effectuent des missions de reconnaissance au-dessus du canal de Suez. Ils rencontrent une patrouille de F-4 mais ils réussissent à s'échapper.
En 1981, deux MiG-25 syriens sont abattus par des F-15 israéliens. En 1982, un autre MiG-25 aurait été abattu par un missile sol-air Hawk israélien.

### Guerre Iran-Irak
Des MiG-25 étaient en service dans l'armée de l'air irakienne durant la guerre Iran-Irak (1980-1988), mais leurs résultats ne sont guère connus.

### Maghreb
D'après un document de la CIA déclassifié qui traite des capacités des forces armées royales marocaines de l'époque, en 1984 deux MiG-25 algériens ont survolé le sud de l'espace aérien marocain jusqu'à l'océan Atlantique et sont revenus via le Sahara occidental, sans que la défense antiaérienne marocaine ne puisse intercepter les deux avions qui volaient à haute vitesse à très haute altitude.

### Guerre du Golfe
Pendant la guerre du Golfe de 1991, le MiG-25 est responsable de la seule victoire aérienne contre un aéronef de la coalition. En effet le premier jour de la guerre, le 17 janvier 1991, un F/A-18 Hornet de l'US Navy a été abattu par un MiG-25PD irakien avec un missile R-40RD.
En revanche, ce même jour un autre MiG-25 est endommagé par un AIM-7 lancé par un F-14 Tomcat de l'US Navy, puis le 19 janvier 1991, deux MiG-25 sont abattus en combat tournoyant par des F-15C de l'US Air Force avec des missiles AIM-7M Sparrow.
Le 19 janvier également, dans un autre incident, un MiG-25 lance trois missiles sur deux EF-111A Raven de brouillage électronique escortant une formation de F-15E Strike Eagle, ce qui force les Raven à abandonner leur mission. Dépourvus de brouillage pour les couvrir, les F-15E sont pris à partie par des missiles sol-air et l'un d'entre eux est abattu. Son équipage sera capturé par les irakiens deux jours plus tard.
A la fin du mois de janvier, le bilan est de 18 MiG-25 irakiens détruits dans leurs abris en plus des deux perdus en combat aérien. Les 15 restants ne sont pas évacués en Iran et gardés pour une dernière tentative d'intercepter des F-15, l'opération Samurrá (en). Le 30 janvier, deux MiG-25 décollent, espérant prendre en embuscade une patrouille de deux F-15C. Ceux-ci, avertis par un AWACS, font face, et les deux formations se tirent dessus sans résultat (les Irakiens croient avoir endommagé un F-15). Une autre patrouille de deux F-15C se met à leur poursuite mais n'arrive à portée des MiG-25 qu'alors que ces derniers sont en train de se poser. Les deux MiG auront échappé à 10 missiles air-air tirés par les F-15, certains par défaillance technique, d'autres en les semant, les derniers en se posant avant qu'ils ne puissent les atteindre.

### Zones d'exclusion aérienne en Irak
Après la guerre du Golfe, les MiG-25 irakiens sont impliqués dans des incidents au-dessus de ce pays. Le 27 décembre 1992, un F-16 abat avec un AIM-120 AMRAAM un MiG-25 qui survole la zone d'exclusion aérienne au sud de l'Irak.
Le 23 décembre 2002, un MiG-25 irakien détruit un drone RQ-1 Predator armé de missiles air-air AIM-92 Stinger.
Lors de l'invasion de l'Irak par la coalition dirigée par les États-Unis en 2003, aucun appareil irakien n'est utilisé, la plupart ayant été enterrés.

### Tensions indo-pakistanaises
En mai 1997, un MiG-25 de la force aérienne indienne survole la capitale pakistanaise Islamabad à vitesse supersonique, inquiétant la population. L'appareil reste inaccessible pour les F-16 de la force aérienne pakistanaise. Ce survol aggrave encore les relations déjà tendues entre l'Inde et le Pakistan.

### Guerre civile syrienne
Des MiG-25PDS seraient utilisés pour des missions de bombardement dans le cadre du conflit syrien. Bien qu'étant médiocres dans ce rôle, ils restent une option vu le manque d'appareils disponibles au sein de l'armée de l'air syrienne.

## Variantes

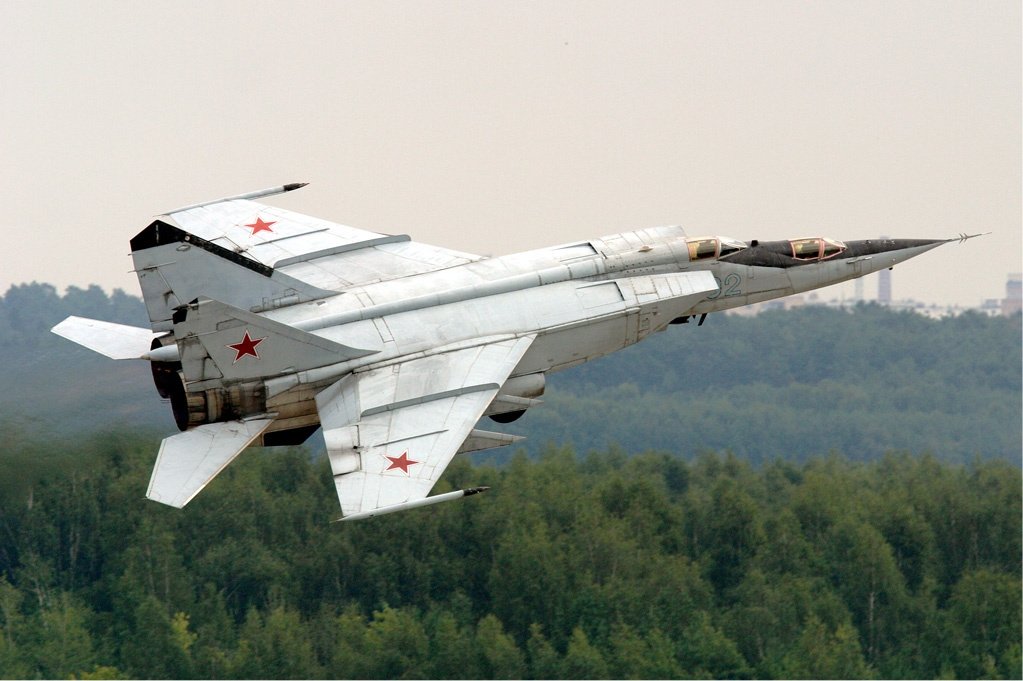
Un MiG-25PU biplace.

- MiG-25P Foxbat A : version d'interception, armée de quatre missiles air-air ;
  - MiG-25PD Foxbat E : version améliorée de la précédente, dotée d'un radar à balayage vertical RP-25M Saphir 25[11] et de réacteurs R-15BD-300 de 11 200 kgp avec PC ;
  - MiG-25PDS : MiG-25P mis au standard PD ;
  - MiG-25PU Foxbat C : version biplace non-armée du MiG-25P ;
- MiG-25R Foxbat B : version de reconnaissance, dotée de caméras dans la pointe avant ;
  - MiG-25RB : version de bombardement, armée de six bombes de 500 kg dont la vitesse était limitée à Mach 2,83 ;
    - MiG-25RBK Foxbat D : version sans caméra ELINT, dotée d'une impressionnante antenne de 1 600 x 930 mm devant le cockpit ;
    - MiG-25RBS Foxbat D : version similaire au MiG-25RBK, dotée d'une antenne améliorée située des deux côtés du nez ;
    - MiG-25RBF Foxbat D : version améliorée du MiG-25RBK, dotée d'une antenne ELINT et d'un système de contre-mesures amélioré ;
    - MiG-25RBSch Foxbat D : version sans caméra, dotée d'une antenne ELINT plus précise permettant de distinguer les cibles fixes des mobiles ;
    - MiG-25RBT Foxbat B : version avec caméra, dotée d'une antenne ELINT et d'un IFF améliorés ;
    - MiG-25RBV Foxbat B : version avec caméra, dotée d'une antenne ELINT et d'un système de contre-mesures améliorés ;

  - MiG-25RR : version équipée pour observer les essais nucléaires chinois et mesurer la radioactivité (8 exemplaires) ;
  - MiG-25RU : version biplace du MiG-25R ;
- MiG-25BM Foxbat F : version de neutralisation de la défense antiaérienne, dotée d'un système de détection antiradar et de missiles Kh-58 (code OTAN AS-11 « Kilter »).

## Records
Le MiG-25 a établi plusieurs records mondiaux de vitesse, vitesse ascensionnelle et d'altitude, dont certains sont toujours valables actuellement. Ces records sont attribués à des avions spécialement modifiés et désignés E-266. On peut citer par exemple :
- Une vitesse moyenne de 2 981,5 km/h, établie sur un circuit de 500 km (5 octobre 1967, toujours valable) ;MiG-25 de l'armée de l'air russe

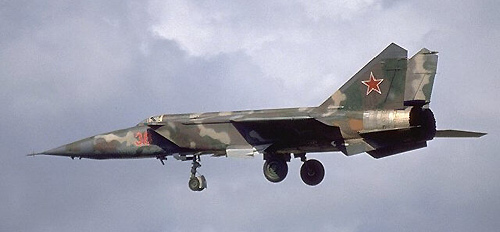
MiG-25 de l'armée de l'air russe

- Une altitude de 37 650 m (31 août 1977, effectuée en vol « Zoom climb » toujours valable) ;
- Montée à l'altitude de 25 000 m en 2 min 34 s 200, puis 35 000 m en 4 min 11 s 700 (17 mai 1975, toujours valables).

## Utilisateurs
Au moment de l'éclatement du bloc soviétique, les MiG-25 sont répartis entre les anciens pays composant l'URSS. Mais les avions sont mal entretenus car la production de pièces de remplacement est stoppée. Malgré tout, quelques appareils volent toujours.
Un MiG-25PU appartenant à l'institut de recherches sur le vol Gromov (ru) est utilisé pour effectuer des vols paraboliques et emporte parfois des passagers.
- Algérie
  - Armée de l'air algérienne - En 1979, l'Algérie a reçu un lot de 20 MiG-25B et MiG-25BU ainsi que quatre avions de reconnaissance MiG-25R. Les MiG-25 algériens étaient ceux les plus avancés technologiquement à l'époque. Modernisés en Ukraine, ces appareils ont reçu un radar Saphir 25 « High Lark 4 », leur permettant d'engager des cibles se trouvant à une altitude inférieure à la leur (capacité dite « look down - shoot down »). Les MiG-25 algériens étaient aussi équipés de turboréacteurs R-15BD-300, d'une longévité potentielle de 1 000 heures de vol. Leur avant dernière apparition publique a lieu le 5 juillet 2022, il a été supputé qu'ils ont été retirés du service début août 2022[13]. Cependant, deux MiG-25 ont été vus en vol le 1er novembre 2024[14]. En 2025, 15 sont en réserve (11 MiG-25 PDS/RU et 4 MiG-25 RBSh)[15].

- Syrie (2)
  - Armée de l'air syrienne - La Syrie a reçu une livraison de 8 MiG-25RB, de 30 MiG-25PD intercepteurs et de 5 MiG-25PU d'entraînement. À plusieurs reprises au cours des années 1990, elle a connu des difficultés à entretenir ses appareils. En 2001, elle fait équiper quelques-uns de ses appareils d'une nouvelle avionique, de sorte que des opérations de reconnaissance puissent être mises en œuvre au-dessus du territoire israélien. À la suite de la chute du régime Assad en décembre 2024, ils sont probablement détruits.

### Anciens utilisateurs
- Union soviétique
  - Force de défense anti-aérienne soviétique ;
  - Armée de l'air soviétique.

- Russie
  - Force de défense anti-aérienne russe ;
  - Armée de l'air russe - La Russie dispose dans le secteur militaire de Moscou de 41 MiG-25 et dans celui de Saint-Pétersbourg de 28 MiG-25. La plus grande partie est composée de MiG-25RBSch, équipés d'une avionique moderne.

- Arménie
  - Force aérienne arménienne.

- Azerbaïdjan
  - Force aérienne azerbaïdjanaise - L'Azerbaïdjan possède 8 MiG-25PD, 14 MiG-25RB et environ six biplaces d'entraînement MiG-25RU/BU, récupérés en 1991 après la dislocation de l'URSS.

- Biélorussie
  - Force aérienne et de défense aérienne de la république de Biélorussie - La Biélorussie récupère 62 MiG-25 des forces armées soviétiques mais tous les MiG-25 ont été retirés du service depuis.

- Bulgarie
  - Force aérienne bulgare - La Bulgarie a souhaité se défaire de ses trois MiG-25RBT et d'un MiG-25RU dont elle n'était pas satisfaite. Après l'effondrement de l'URSS, ils sont échangés contre des MiG-23BN. Un MiG-25RBT a été perdu.

- Inde
  - Force aérienne indienne - L'IAF possédait 6 MiG-25RB et 2 MiG-25RU, avant de décider de les remplacer entre 2002 et 2005 par des satellites d'observation et des drones de reconnaissance.

- Irak

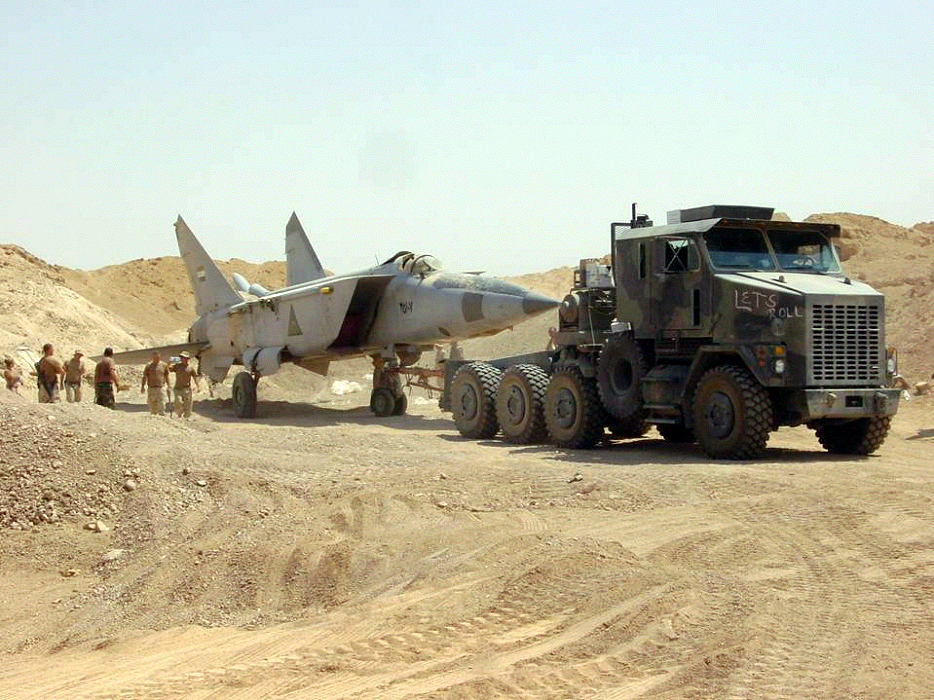
Un MiG-25 irakien caché dans le sable lors de la guerre du Golfe.

  - Force aérienne irakienne - L'Irak a reçu huit MiG-25RB et vingt MiG-25PD. En 1985, un appareil s'écrase après une explosion d'engrenages. En 1987, un second MiG-25 subit le même sort à cause d'une erreur d'entretien. La plupart des autres appareils ont été détruits au sol ou envoyés en Iran, au cours de la guerre du Golfe en 1991. Certains MiG-25 et Su-25 furent enterrés sur le site d'Al-Taqaddum et découverts par les soldats américains en 2003[16].

- Kazakhstan
  - Force de défense aérienne du Kazakhstan.

- Libye
  - Armée de l'air de la Jamahiriya arabe libyenne - Celle-ci a acheté trente MiG-25PD, cinq MiG-25RU et cinq MiG-25RB. En 1999 ont lieu des pourparlers avec la Russie concernant une acquisition d'autres appareils.

- Turkménistan
  - Force aérienne et défense aérienne du Turkménistan.

- Ukraine
  - Force aérienne ukrainienne.

### Développement lié
- Mikoyan-Gurevich MiG-31 Foxhound

### Aéronefs comparables
- Avro Canada CF-105 Arrow
- Saab 35 Draken
- Convair F-106 Delta Dart
- English Electric Lightning
- Grumman F-14 Tomcat
- Lockheed YF-12
- North American A-5 Vigilante
- North American XF-108 Rapier

### Ordre de désignation
MiG-15 - MiG-17 - MiG-19 - MiG-21 - MiG-23 - MiG-25 - MiG-27 - MiG-29 - MiG-31